# Steve Biko
Bantu Stephen Biko (n. 18 decembrie 1946, King William's Town, Eastern Cape, Africa de Sud – d. 12 septembrie 1977, Pretoria, Africa de Sud) a fost un activist antiapartheid sud-african. Militant naționalist și socialist african, el s-a aflat în fruntea unei campanii antiapartheid cunoscute sub numele de Mișcarea Conștiinței Negre⁠(d) la sfârșitul anilor 1960 și începutul anilor 1970. Ideile sale au fost promovate într-o serie de articole publicate sub pseudonimul Frank Talk.
Originar dintr-o familie săracă din grupul etnic Xhosa, Biko a crescut în orașul Ginsberg⁠(d) din provincia Eastern Cape. În 1966 a început să studieze medicina la University of Natal⁠(d), unde s-a alăturat organizației antiapartheid Uniunea Națională a Studenților Sud-Africani⁠(d) (NUSAS). Adversar puternic al sistemului de segregare rasială și al guvernării minorității albe din Africa de Sud, Biko a fost frustrat de faptul că NUSAS și alte grupuri antiapartheid erau formate în mare parte din liberali albi, mai degrabă decât din cetățeni negri care erau cei mai afectați de apartheid. El credea că liberalii albi, deși bine intenționați, nu erau capabili să înțeleagă pe deplin situația negrilor și acționau adesea într-un mod paternalist⁠(d). Biko a susținut că, pentru a evita dominația populației albe, negrii trebuie să se organizeze independent și, în acest scop, a devenit unul dintre organizatorii principali ai Organizației Studenților Sud-Africani⁠(d) (SASO) în 1968. Calitatea de membru era permisă doar „negrilor” (blacks), un termen pe care Biko l-a folosit nu doar pentru a-i desemna pe africanii vorbitori ai limbilor bantu, ci și pe membrii grupului etnic multirasial „Coloured” și pe indienii sud-africani. El a avut grijă să-și mențină mișcarea independentă de liberalii albi, dar s-a opus manifestărilor de ură împotriva albilor și a avut prieteni albi. Guvernul Partidului Național al minorității albe a susținut inițial Organizația Studenților Sud-Africani, considerând înființarea SASO ca o victorie pentru etosul separatismului rasial al apartheidului.
Influențați de ideile filozofului martinican anticolonialist Frantz Fanon și de mișcarea afro-americană Black Power⁠(d), Biko și compatrioții săi au fondat Conștiința Neagră ca ideologie oficială a SASO. Mișcarea Conștiinței Negre a militat pentru încetarea apartheidului și tranziția Africii de Sud către un stat democratic bazat pe votul universal și pe o economie socialistă. Ea a organizat Programe pentru Comunitatea Neagră (BCP) și s-a concentrat pe dezvoltarea conștiinței politice a populației de culoare. Biko credea că negrii trebuie să se elibereze de orice sentiment de inferioritate rasială, idee pe care a exprimat-o prin popularizarea sloganului „Black is beautiful⁠(d)” („negru este frumos”). În 1972 s-a implicat în fondarea Convenției Populației Negre (BPC) pentru a promova ideile Conștiinței Negre în rândul populației largi. Guvernul minorității albe a ajuns să-l considere pe Biko ca o amenințare la adresa ordinii sociale și a emis în 1973 un ordin de restricție împotriva lui, restrângându-i mult activitățile desfășurate. Cu toate acestea, Biko a rămas activ politic, implicându-se în organizarea unor programe de ajutorare a populației de culoare, cum ar fi un centru de îngrijire a sănătății și o creșă în zona Ginsberg. În cursul perioadei de interdicție, a primit amenințări anonime în mod repetat și a fost reținut în mai multe rânduri de serviciile de securitate ale statului. Biko a fost arestat în august 1977 și a fost bătut cu brutalitate de agenții poliției, murind în timpul arestului. Peste 20.000 de oameni au participat la înmormântarea lui.
Faima lui Biko s-a răspândit post-mortem. El a devenit subiectul a numeroase cântece și opere de artă, iar o biografie a sa, publicată în 1978 de jurnalistul Donald Woods⁠(d), a stat la baza filmului Cry Freedom⁠(d) (1987). În timpul vieții lui Biko, guvernul a pretins că el îi ura pe albi, diverși activiști antiapartheid l-au acuzat de sexism, iar naționaliștii rasiali africani au criticat frontul unit SASO pe care îl formase în colaborare cu membrii grupului etnic multirasial „Coloured” și cu indienii sud-africani. Cu toate acestea, Biko a devenit unul dintre cei mai cunoscuți lideri ai mișcării împotriva apartheidului și este considerat un martir politic și „Părintele Conștiinței Negre”. Moștenirea sa politică rămâne o chestiune în discuție.

## Biografie

### Primii ani: 1946–1966
Bantu Stephen Biko s-a născut la 18 decembrie 1946, în casa bunicii sale din Tarkastad (provincia Eastern Cape). Era al treilea copil al soților Mzingaye Mathew Biko și Alice „Mamcete” Biko și a avut o soră mai mare (Bukelwa), un frate mai mare (Khaya) și o soră mai mică (Nobandile). Părinții săi s-au căsătorit în orașul Whittlesea, unde tatăl său lucra ca ofițer de poliție. Mzingaye a fost transferat cu serviciul la Queenstown, Port Elizabeth, Fort Cox și, în cele din urmă, la King William's Town, stabilindu-se împreună cu soția sa, Alice, în orașul Ginsberg. Aceasta era o așezare de aproximativ 800 de familii, existând câte o sursă de apă și toaletă pentru fiecare patru familii. Atât africanii, cât și membrii grupului etnic multirasial „Coloured” trăiau în township, unde se vorbeau limbile xhosa, afrikaans și engleza. După ce a demisionat din forțele de poliție, Mzingaye a lucrat ca funcționar la Biroul de Afaceri ale Populației Native din orașul King William's Town, în timp ce studia prin corespondență pentru obținerea unei diplome în drept la University of South Africa. Alice a fost angajată mai întâi în activități domestice pentru gospodăriile albe locale, apoi ca bucătăreasă la Grey Hospital din King William's Town. Potrivit surorii sale, Steve Biko a fost motivat să devină activ politic ca urmare a observării condițiilor dificile de muncă ale mamei sale.

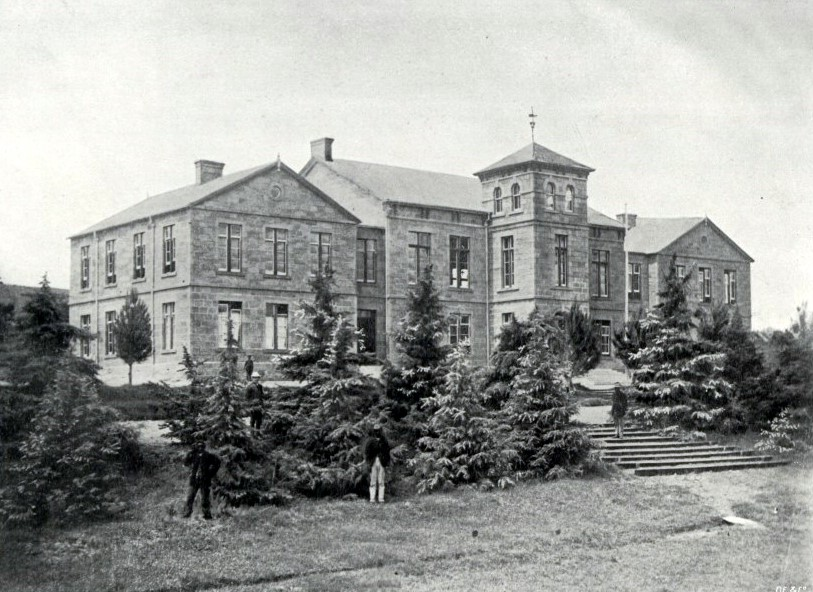
Biko a fost educat pentru scurt timp la internatul Lovedale din Alice.

Prenumele „Bantu” al lui Biko înseamnă „oameni” în IsiXhosa; Biko a interpretat acest nume în termenii dictonului „Umntu ngumntu ngabantu” („o persoană este o persoană prin relație cu alți oameni”). În copilărie, a fost poreclit „Goofy” și „Xwaku-Xwaku”, acesta din urmă fiind o referire la aspectul său neîngrijit. El a fost crescut în credința creștină anglicană a familiei sale. În 1950, când Biko avea patru ani, tatăl său s-a îmbolnăvit și a fost internat la Spitalul St. Matthew's din Keiskammahoek, unde a murit, făcând ca familia să devină dependentă de venitul mamei sale.
Biko a învățat doi ani la Școala Primară St. Andrews și patru ani la Școala Primară Superioară Charles Morgan, ambele din Ginsberg. Considerat un elev deosebit de inteligent, i s-a permis să sară un an de studii. În 1963 s-a transferat la Școala Secundară Forbes Grant din township. Biko a excelat la matematică și engleză și s-a clasat pe primul loc la examinări. În 1964 comunitatea din Ginsberg i-a oferit o bursă pentru a se alătura fratelui său, Khaya, ca student la Lovedale, un prestigios internat din Alice, Eastern Cape. În primii trei luni de după sosirea lui Steve, Khaya a fost acuzat că are legături cu Poqo, aripa armată a Congresului Panafricanist (PAC), un grup naționalist african pe care guvernul îl scosese în afara legii. Atât Khaya, cât și Steve au fost arestați și interogați de poliție; primul a fost condamnat, apoi achitat la apel. Nu a fost prezentată nicio dovadă clară a legăturii lui Steve cu Poqo, dar el a fost exmatriculat de la internatul Lovedale. Comentând mai târziu această situație, Steve Biko a declarat: „Am început să-mi dezvolt o atitudine care era îndreptată mai mult către autoritate decât către orice altceva. Am urât autoritatea ca naiba.”
Din 1964 până în 1965 Biko a studiat la Colegiul St. Francis, un internat catolic din Mariannhill, Natal. Colegiul avea o cultură politică liberală, iar Biko și-a dezvoltat acolo conștiința politică. El a devenit interesat în special de înlocuirea guvernului colonial al minorității albe din Africa de Sud cu o administrație care reprezenta majoritatea neagră a țării. Printre liderii anticolonialiști care au devenit eroii lui Biko în acest moment s-au numărat Ahmed Ben Bella din Algeria și Jaramogi Oginga Odinga din Kenya. El a spus mai târziu că majoritatea „politicienilor” din familia sa simpatizau cu Congresul Panafricanist (PAC), care avea idei anticomuniste și rasiste africane. Biko a admirat ceea ce el a descris drept „organizarea grozav de bună” a PAC și curajul multora dintre membrii săi, dar nu a fost convins de abordarea sa de excludere rasială, crezând că membrii tuturor grupurilor rasiale ar trebui să se unească împotriva guvernului. În decembrie 1964 a călătorit la Zwelitsha pentru ceremonia de circumcizie ulwaluko, marcând simbolic trecerea sa de la copilărie la bărbăție.

### Activismul politic de la începutul studenției: 1966–1968
Biko a fost interesat inițial să urmeze studii universitare de drept, dar mulți dintre apropiații săi l-au descurajat, crezând că dreptul era legat prea strâns de activismul politic. Ei l-au convins în schimb să aleagă medicina, un domeniu de studii care-i putea oferi perspective de carieră mai bune. El a obținut o bursă și în 1966 a intrat la Facultatea de Medicină a University of Natal. Acolo, el s-a alăturat „unui grup de studenți deosebit de cosmopolit și de sofisticat” din întreaga Africă de Sud (așa cum l-a numit biograful său, Xolela Mangcu); mulți dintre ei au îndeplinit mai târziu funcții de prim rang în epoca postapartheid. Sfârșitul anilor 1960 a fost perioada de glorie a politicii studențești radicale în întreaga lume, care s-a reflectat îndeosebi în Protestele din 1968, iar Biko a fost dornic să se implice în acest mediu politic. La scurt timp după ce a ajuns la universitate, a fost ales în Consiliul Reprezentativ al Studenților (SRC).
Consiliul Reprezentativ al Studenților din cadrul University of Natal a universității era afiliat la Uniunea Națională a Studenților Sud-Africani (NUSAS). NUSAS se străduise să cultive o apartenență multirasială a membrilor săi, dar a rămas dominată de albi, deoarece majoritatea studenților din Africa de Sud proveneau din cadrul minorității albe a țării. Clive Nettleton, un lider alb al NUSAS, a spus: „Esența problemei este că NUSAS a fost fondat la inițiativa albilor, este finanțat din bani albilor și reflectă opiniile majorității membrilor săi care sunt albi”. NUSAS s-a opus oficial apartheidului, dar a promovat o poziție politică moderată pentru a menține sprijinul studenților albi cu idei conservatoare. Biko și alți câțiva membri negri ai NUSAS au fost frustrați atunci când au fost organizate petreceri în căminele albilor, în care studenților africani negri le era interzis să intre. În iulie 1967 a fost organizată o conferință NUSAS la Rhodes University din Grahamstown; după ce studenții au sosit, au descoperit că delegații africani albi și indieni aveau cazare în camere de cămin, în timp ce studenților africani negri li s-a spus că pot dormi într-o biserică locală. Delegații negri au părăsit conferința în stare de furie. Biko a povestit mai târziu că acest eveniment l-a făcut să-și regândească credința în abordarea multirasială a activismului politic:
| “ | Mi-am dat seama că mă agățasem de mult timp de această dogmă a nonrasismului aproape ca de o religie ... Dar în cursul acelei dezbateri am început să simt că susținătorii ideii nonrasiste aveau multe lipsuri ... ei aveau această problemă, știi, a superiorității și aveau tendința să ne considere proprietatea lor și voiau ca noi să acceptăm bunuri care erau de mâna a doua. Ei nu puteau înțelege de ce nu ne-am gândi să rămânem în acea biserică, iar eu am început să simt că înțelegerea propriei noastre situații în această țară nu era similară cu cea a acestor albi liberali. | ” |

### Fondarea Organizației Studenților Sud-Africani (SASO): 1968–1972

#### Dezvoltarea SASO
După conferința NUSAS din 1968, care a avut loc la Johannesburg, mulți dintre membrii săi au participat în iulie 1968 la o conferință a Mișcării Creștine Universitare la Stutterheim. Acolo, membrii africani negri au decis să organizeze o conferință în luna decembrie pentru a discuta cu privire la formarea unui grup independent al studenților negri. Organizația Studenților Sud-Africani (SASO) a fost lansată oficial la o conferință din iulie 1969 de la University of the North; acolo au fost adoptate statutul și platforma politică de bază a organizației. Accentul grupului a fost pus pe necesitatea contactului între centrele de activitate ale studenților negri, inclusiv prin sport, activități culturale și dezbateri politice. Deși Biko a îndeplinit un rol important în crearea SASO, el a căutat să aibă o influență publică redusă în primele etape, crezând că acest lucru ar permite formarea unui nivel secund de conducere, din care a făcut parte aliatul său Barney Pityana. Cu toate acestea, el a fost ales ca primul președinte al SASO; Pat Matshaka a fost ales vicepreședinte, iar Wuila Mashalaba a fost ales secretar. Durban a devenit de facto sediul general al organizației.
La fel ca Black Power în Statele Unite, „Mișcarea Conștiinței Negre” din Africa de Sud a fost întemeiată pe convingerea că popoarele cu descendență africană trebuiau să depășească enormele prejudicii culturale și psihologice impuse lor printr-o succesiune de politici rasiste albe, precum sclavia și colonialismul. Bazându-se pe scrierile și discursurile lui Frantz Fanon, Aimé Césaire și Malcolm X, partizanii Conștiinței Negre au susținut activități sociale și culturale care promovau cunoașterea istoriei protestelor populației negre. Ei au promovat activ înființarea de instituții independente, administrate de negri, și au favorizat reforme radicale în programele școlare, care alimentau o identitate neagră pozitivă pentru tineri. 
Biko a elaborat ideologia SASO a „Conștiinței Negre” prin discuții cu alți lideri ai studenților negri. Un manifest politic al SASO, lansat în iulie 1971, a definit această ideologie ca „o atitudine mentală, un mod de viață. Principiul de bază al Conștiinței Negre este că omul negru trebuie să respingă toate sistemele de valori care încearcă să-l transforme într-un străin în țara sa natală și să-i reducă demnitatea umană de bază.”. Mișcarea Conștiinței Negre se concentra pe întărirea psihologică prin combaterea sentimentelor de inferioritate pe care le manifestau majoritatea sud-africanilor negri. Biko credea că, în cadrul luptei împotriva apartheidului și guvernării minorității albe, negrii trebuiau să-și afirme propria lor umanitate, considerându-se demni de a fi liberi și de a-și asuma responsabilitățile aferente libertății. El a aplicat termenul „negru” nu numai africanilor vorbitori de bantu, ci și indienilor și membrilor comunității „Coloured”. SASO a adoptat acest termen în detrimentul termenului „non-alb” deoarece conducerea sa a simțit că definirea sa în opoziție cu populația albă nu era o autodescriere pozitivă. Biko a promovat sloganul „negru este frumos”, explicând că el înseamnă: „Omule, ești bine așa cum ești. Începe să te vezi ca o ființă umană.”.
Biko a prezentat o lucrare despre „Rasismul alb și conștiința neagră” la o conferință academică organizată la Centrul Abe Bailey de la Universitatea din Cape Town în ianuarie 1971. El și-a dezvoltat, de asemenea, ideile într-o rubrică scrisă pentru SASO Newsletter sub pseudonimul „Frank Talk”. Mandatul său ca președinte a fost caracterizat în mare parte prin activități de strângere de fonduri și a implicat călătoria în diferite campusuri din Africa de Sud pentru a recruta studenți și a aprofunda baza ideologică a mișcării. Unii dintre acești studenți l-au criticat pentru că a abandonat abordarea multirasială a NUSAS, iar alții au dezaprobat decizia SASO de a permite studenților indieni și membrilor grupului etnic „Coloured” să devină membri. Biko a renunțat la președinție după un an, insistând că era necesară o nouă conducere și că trebuia să se evite formarea unui cult al personalității în jurul lui.
SASO a decis, după o dezbatere, să rămână neafiliată cu NUSAS, dar a recunoscut totuși că organizația mai mare era organismul național studențesc. Una dintre hotărârile adoptate în adunarea fondatoare a SASO a fost trimiterea unui reprezentant la fiecare conferință a NUSAS. În 1970 SASO a retras recunoașterea NUSAS, acuzând-o că a încercat să împiedice extinderea SASO în mai multe campusuri. Despărțirea SASO de NUSAS a fost o experiență traumatizantă pentru mulți tineri liberali albi care au susținut ideea unei organizații multirasiale și au simțit că încercările lor erau respinse. Conducerea NUSAS a regretat divizarea, dar s-a abținut în mare măsură să critice SASO. Guvernul – care considera liberalismul multirasial ca o amenințare politică și a interzis partidele politice multirasiale în 1968 – a fost bucuros de apariția SASO, considerând-o ca o victorie a gândirii apartheid-iste.

#### Atitudinea față de liberalism și relațiile personale
Mișcarea Conștiinței Negre (BCM) s-a concentrat inițial pe criticarea liberalilor albi antirasiști și a liberalismului însuși, acuzându-l de paternalism și de exercitarea a unei „influențe negative” asupra populației africane negre. Într-unul dintre primele sale articole publicate, Biko a declarat că, deși „nu își bate joc de liberalii [albi] și de implicarea lor” în mișcarea antiapartheid, „trebuie să se ajungă la concluzia dureroasă că liberalul [alb] își liniștește de fapt propria sa conștiință sau, în cel mai bun caz, este dornic să-și demonstreze identificarea cu populația neagră doar în măsura în care aceasta nu rupe toate legăturile cu rudele sale de aceeași culoare cu el”.
Biko și SASO au criticat deschis protestele NUSAS împotriva politicilor guvernamentale. Biko a susținut că NUSAS a căutat doar să influențeze electoratul alb; în opinia sa, acest electorat nu era legitim, iar protestele care vizau doar o anumită politică erau ineficiente pentru că nu aveau ca scop final desființarea apartheidului. SASO a considerat că marșurile studențești, pichetarea și grevele erau ineficiente și a declarat că nu va participa la formele publice de protest. Membrii organizației au evitat în mod deliberat confruntarea deschisă cu statul până când organizația a avut o structură instituțională suficient de mare. În schimb, SASO s-a concentrat pe înființarea unor proiecte comunitare și pe răspândirea ideilor Conștiinței Negre în cadrul altor organizații ale populației negre și a întregii comunități a populației negre. În ciuda acestei politici, organizația a elaborat în mai 1972 Declarația de la Alice, în care a cerut studenților să boicoteze cursurile ca răspuns la exmatricularea membrului SASO Abram Onkgopotse Tiro din cadrul University of the North, după ce acesta a ținut un discurs în care a criticat administrația universității. Incidentul Tiro a convins guvernul că SASO devenise o amenințare.
La Durban, Biko a început o relație cu o asistentă medicală pe nume Nontsikelelo „Ntsiki” Mashalaba; cei doi s-au căsătorit la Tribunalul din King William's Town în decembrie 1970. Primul lor copil, Nkosinathi, s-a născut în 1971. Inițial, Biko a avut rezultate bune în cursul studiilor sale universitare, dar notele sale au scăzut pe măsură ce s-a dedicat tot mai timp activismului politic. La șase ani după începerea studiilor, a fost nevoit să repete anul III. În 1972, ca urmare a rezultatelor academice slabe, University of Natal l-a oprit să urmeze studii suplimentare.

### Activitățile Mișcării Conștiinței Negre și interdicția lui Biko: 1971–1977

#### Convenția Populației Negre
În august 1971 Biko a participat la o conferință despre „Dezvoltarea Comunității Africane” la Edendale. Acolo a fost prezentată o rezoluție prin care se solicita înființarea Convenției Populației Negre (BPC), vehicul pentru promovarea Conștiinței Negre în rândul populației largi. Biko a votat în favoarea creării grupului, dar și-a exprimat rezervele cu privire la lipsa consultării cu membrii grupului indienilor și ai grupului multirasial „Coloured” din Africa de Sud. A. Mayatula a devenit primul președinte al BPC, în timp ce Biko nu a candidat pentru nicio poziție de conducere. Grupul a fost lansat oficial în iulie 1972 la Pietermaritzburg. În anul 1973 avea deja 41 de filiale și 4000 de membri, având un număr mare de membri comuni cu SASO.
Problema mea majoră în acest moment este un tip ciudat de vinovăție. Atâția prieteni de-ai mei au fost arestați pentru activități în declanșarea cărora eu am avut rolul cel mai important. Mulți dintre ei sunt indivizi cu care am vorbit în cadrul mișcării. Și totuși eu nu sunt împreună cu ei. Nu se gândește astfel în viața politică, desigur. Se așteaptă să fie victime și ar trebui să se negocieze pentru ele. 
În timp ce BPC era în principal o organizație politică, activiștii Mișcării Conștiinței Negre au pus bazele unor Programe ale Comunității Negre (BCP) care s-au concentrat pe îmbunătățirea asistenței medicale și a educației și pe promovarea autonomiei economice a negrilor. Aceste programe aveau o componentă ecumenică puternică, fiind finanțate parțial de un program de acțiune creștină, instituit de Institutul Creștin din Africa de Sud și de Consiliul Bisericilor Sud-Africane. Fonduri suplimentare au fost furnizate de corporația minieră Anglo-American, de Fondul de Schimb Universitar Internațional și de bisericile din țările scandinave. În 1972 Biko și Bokwe Mafuna au fost angajați în derularea Programelor Comunității Negre, ceea ce i-a permis lui Biko să-și continue activitatea politică și comunitară. În septembrie 1972 Biko a vizitat orașul minier Kimberley, unde l-a întâlnit pe fondatorul PAC și activistul antiapartheid Robert Sobukwe.
Ordinul de restricție impus lui Biko în 1973 l-a împiedicat să lucreze oficial pentru Programele Comunității Negre (BCP) de la care obținuse anterior un mic salariu, dar el s-a implicat totuși în înființarea unei noi filiale a BPC în Ginsberg, care a avut prima întrunire în biserica unui cleric anglican alb binevoitor pe nume David Russell. Filiala, care avea un sediu principal în Leopold Street, a servit drept bază pentru elaborarea noilor proiecte; aceste programe au inclus planuri de autoajutorare a populației negre prin cursuri de alfabetizare, de croitorie și de educație sanitară. Dezvoltarea comunității contribuia, în opinia lui Biko, la procesul de insuflare a unui sentiment de mândrie și demnitate în rândul populației negre. În apropiere de King William's Town a fost înființată o clinică BCP Zanempilo pentru a servi drept centru de asistență medicală pentru populația neagră din mediul rural care nu avea altfel acces la unitățile spitalicești. Biko a contribuit la redeschiderea creșei din Ginsberg, o creșă pentru copiii mamelor care munceau, și a înființat o fundație educațională la Ginsberg care strângea bani pentru acordarea de burse către tinerii localnici promițători. El s-a implicat în înființarea Njwaxa Home Industries, o companie de articole din piele care oferea locuri de muncă femeilor locale. În 1975 s-a numărat printre fondatorii Zimele Trust, un fond de ajutorare a familiilor deținuților politici.
Biko a susținut unificarea grupurilor care militau pentru eliberarea populației negre din Africa de Sud — printre ele BCM, PAC și Congresul Național African (ANC) — în scopul concentrării eforturilor antiapartheid. În acest scop, el i-a contactat pe unii membri de frunte ai ANC, PAC și Mișcării Unității. Comunicările sale cu ANC au fost realizate în mare parte prin intermediul lui Griffiths Mxenge și s-au făcut planuri pentru a-l scoate ilegal din țară pe Biko pentru a-l întâlni pe Oliver Tambo, o personalitate de frunte a ANC. Negocierile lui Biko cu PAC s-au desfășurat în principal prin intermediari care au schimbat mesaje între el și Sobukwe,  iar cele cu Mișcarea Unității au fost realizate în mare parte prin Fikile Bam.

#### Ordin de restricție
În jurul anului 1973 guvernul a început să considere Mișcarea Conștiinței Negre ca o amenințare la adresa ordinii sociale. El a căutat să perturbe activitățile lui Biko și, în martie 1973, l-a plasat sub un ordin de restricție. Acest ordin l-a împiedicat pe Biko să părăsească districtul magisterial King William's Town, i-a interzis să vorbească atât în public, cât și cu mai multe persoane simultan, i-a interzis să fie membru al unor organizații politice și a interzis presei să-l menționeze. Drept urmare, Biko s-a întors la Ginsberg, unde a locuit inițial în casa mamei sale și mai târziu în propria sa locuință.

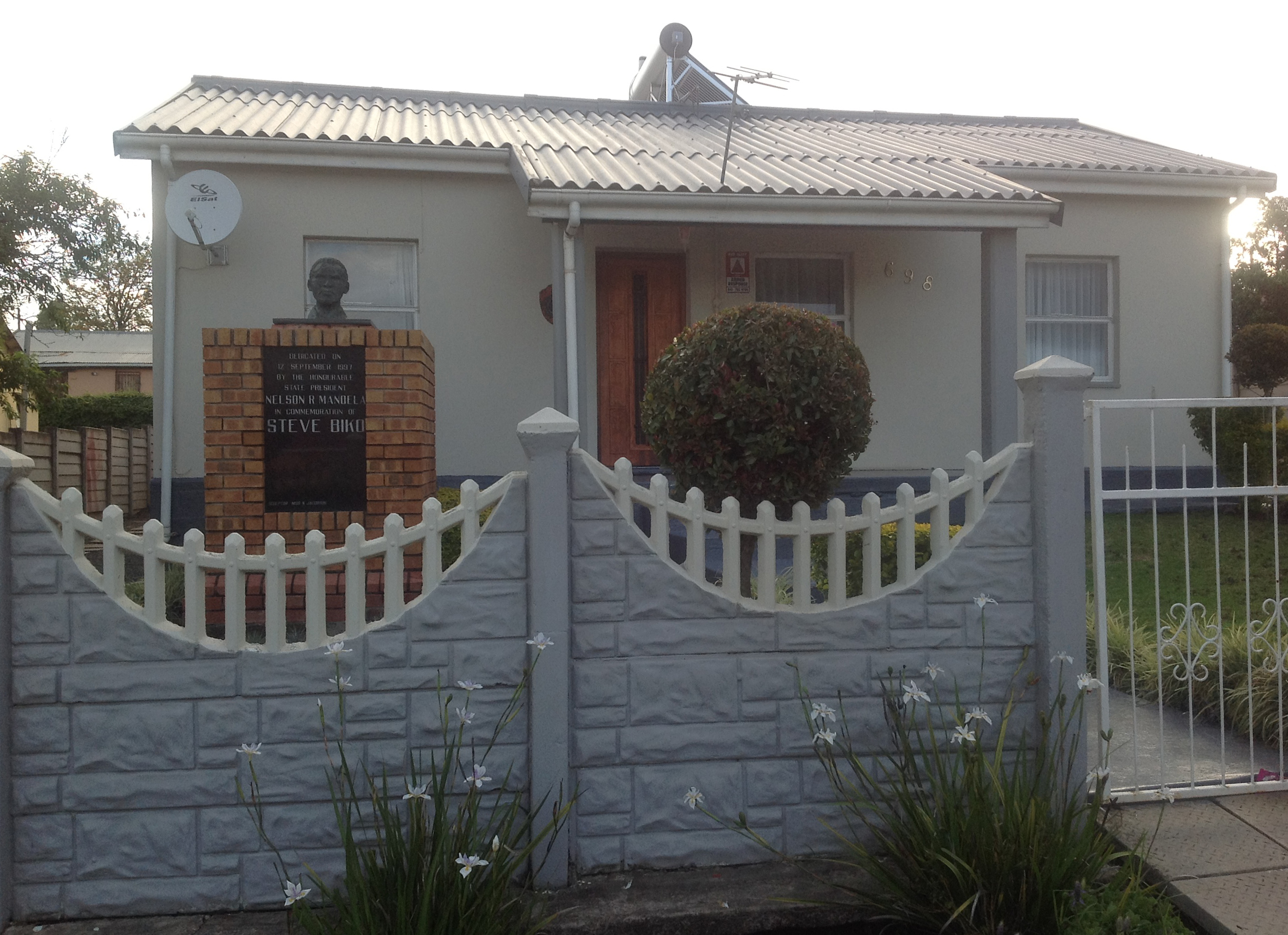
Casa lui Steve Biko din Ginsberg, Eastern Cape

În decembrie 1975, încercând să ocolească interdicțiile impuse în ordinul de restricție, Convenția Populației Negre (BPC) l-a ales pe Biko președinte de onoare. După ce Biko și alți lideri ai BCM au primit ordine de restricție, a fost aleasă o nouă conducere în frunte cu Muntu Myeza și Sathasivian Cooper, care erau asociați cu Momentul Durban. Myeza și Cooper au organizat o demonstrație a BCM pentru a marca independența Mozambicului față de dominația colonială portugheză în 1975. Biko nu a fost de acord cu această acțiune, prevăzând în mod corect că guvernul o va folosi pentru a reprima acțiunile BCM. Guvernul a arestat în jur de 200 de activiști ai BCM, dintre care nouă au fost trimiși în judecată în fața Curții Supreme, sub acuzația de desfășurare deliberată a unor activități subversive. Statul a susținut că ideologia Mișcării Conștiinței Negre putea provoca o „confruntare rasială” și, prin urmare, ar amenința ordinea publică. Biko a fost chemat ca martor al apărării; el a încercat să respingă acuzațiile statului prin prezentarea scopurilor și dezvoltării mișcării. În cele din urmă, acuzații au fost condamnați și închiși pe insula Robben.
În 1973 Biko s-a înscris la studii prin corespondență pentru obținerea unei diplome de drept la University of South Africa. A promovat mai multe examene, dar nu a reușit să-și finalizeze studiile până la momentul morții sale. Rezultatele sale academice au fost slabe: el a lipsit de la mai multe examene și nu a reușit să promoveze modulul Practical Afrikaans. Serviciile de securitate a statului au căutat în mod repetat să-l intimideze; Biko a fost hărțuit cu apeluri telefonice anonime care conțineau amenințări și cu focuri de armă trase înspre casa lui. Un grup de tineri care se numeau „The Cubans” au început să-l însoțească pentru a-l păzi de aceste atacuri. Serviciile de securitate l-au reținut pe Biko de patru ori, iar una dintre cele patru rețineri s-a întins pe durata a 101 zile. Odată cu instituirea ordinului de restricție care îl împiedica să obțină un loc de muncă, viața și căsnicia sa au fost afectate de situația economică grea.

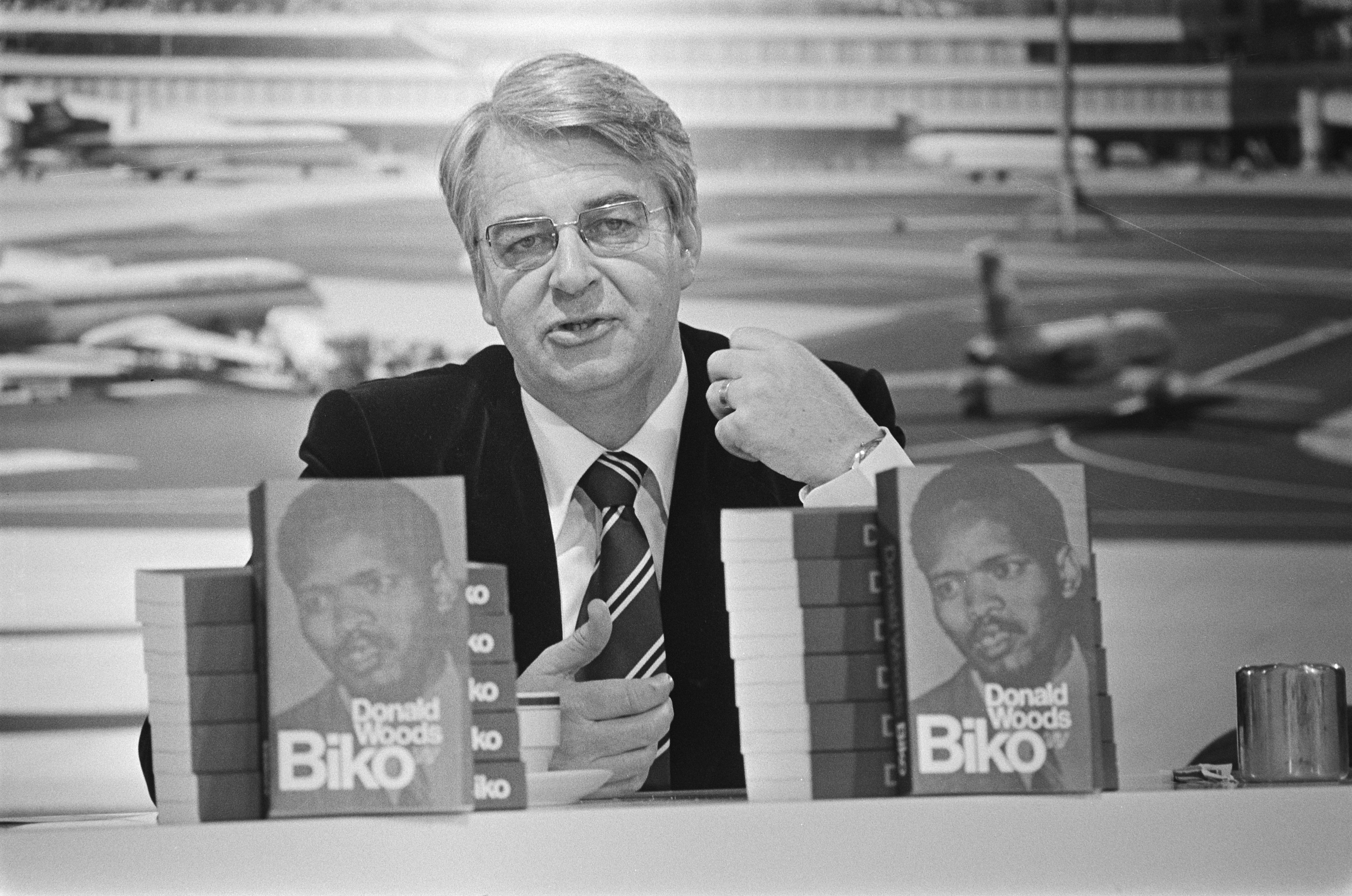
Biko a devenit un prieten apropiat al activistului liberal alb Donald Woods, care a scris o carte despre Biko după moartea lui.

În timpul interdicției sale, Biko a solicitat o întrevedere cu Donald Woods, editorul liberal alb al ziarului Daily Dispatch. Sub conducerea lui Woods, ziarul publicase articole care criticau apartheidul și regimul minorității albe și prezentase, de asemenea, opiniile diferitelor grupuri ale populației negre, dar nu și cele ale BCM. Biko spera să-l convingă pe Woods să ofere mișcării o acoperire mediatică mai mare și o platformă pentru promovarea opiniilor sale. Woods a fost inițial reticent, crezând că Biko și BCM pledează „pentru exclusivism rasial în sens invers”. Când l-a întâlnit pe Biko pentru prima dată, Woods și-a exprimat îngrijorarea cu privire la ideile liberale antialbe din primele scrieri ale activistului sud-african. Biko a recunoscut că scrierile „antiliberale” anterioare au fost „exagerate”, dar a spus că susține în continuare mesajul de bază conținut în ele.
În următorii ani, cei doi au devenit prieteni apropiați. Woods a povestit mai târziu că, deși a continuat să aibă preocupări cu privire la „aspectele inevitabil rasiste ale Mișcării Conștiinței Negre”, a fost „atât o revelație, cât și o instruire” să socializeze cu negrii care aveau „atitudini emancipate în plan psihologic”. Biko a rămas, de asemenea, prieten cu un alt liberal alb de frunte, Duncan Innes, care a fost președinte al NUSAS în 1969; Innes a comentat mai târziu că Biko a fost „neprețuit prin faptul că m-a ajutat să înțeleg asuprirea negrilor, nu numai politic și social, ci și intelectual și psihologic”. Prietenia lui Biko cu acești liberali albi a fost criticată de unii membri ai BCM.

### Moartea: 1977

#### Arestarea și moartea
În 1977 Biko a încălcat ordinul de restricție, călătorind la Cape Town, unde spera să-l întâlnească pe liderul Mișcării Unității, Neville Alexander, și să încerce să rezolve disidența tot mai mare din filiala Western Cape a Mișcării Conștiinței Negre (BCM), care era dominată de marxiști ca Johnny Issel. Biko a călătorit cu mașina la Cape Town, împreună cu prietenul său Peter Jones, pe 17 august, dar Alexander a refuzat să se întâlnească cu Biko, temându-se că acesta din urmă este monitorizat de poliție. Neavând succes, Biko și Jones s-au întors spre King William's Town, dar pe 18 august au fost opriți la un filtru rutier de poliție lângă Grahamstown. Biko a fost arestat pentru încălcarea ordinului de restricție, care-i interzicea să părăsească orașul King William's Town. S-a pretins în mod neîntemeiat că serviciile de securitate ar fi avut cunoștință de călătoria lui Biko la Cape Town și că filtrul rutier ar fi fost instituit special pentru a-l prinde. Jones a fost, de asemenea, arestat la filtrul rutier; el a fost reținut ulterior fără judecată pentru o perioadă de 533 de zile, timp în care a fost interogat în numeroase rânduri.
Serviciile de securitate l-au dus pe Biko la secția de poliție Walmer din Port Elizabeth, unde a fost ținut gol într-o celulă cu picioarele încătușate. La 6 septembrie a fost transferat de la secția Walmer în camera 619 a sediului poliției de securitate (care se afla în clădirea Sanlam din centrul orașului Port Elizabeth), unde a fost interogat timp de 22 de ore, după ce a fost încătușat la mâini și la picioare și legat de un grilaj. Ce s-a întâmplat acolo nu a fost stabilit niciodată exact, dar în timpul interogatoriului a fost bătut dur de cel puțin unul dintre cei zece ofițeri ai poliției de securitate. A suferit trei leziuni cerebrale care au dus la o hemoragie cerebrală masivă pe 6 septembrie. În urma acestui incident, anchetatorii lui Biko l-au forțat să rămână în picioare și legat cu cătușe de perete. Ofițerii de poliție au spus mai târziu că Biko l-a atacat pe unul dintre ei cu un scaun, forțându-i să-l imobilizeze și să-i pună cătușe la mâini și la picioare.
Biko a fost examinat de un medic pe nume Ivor Lang, care a declarat că nu există dovezi că arestatul ar fi fost rănit în cursul anchetei. Un studiu ulterior a sugerat că rănile lui Biko trebuie să fi fost evidente. Biko a fost examinat apoi de alți doi medici care, după ce au descoperit în urma unui test că celulele sanguine au intrat în lichidul spinal, au propus ca arestatul să fie transportat la un spital penitenciar din Pretoria. Pe 11 septembrie poliția l-a încărcat pe muribundul gol și încătușat în habitaclul unui Land Rover și l-a transportat pe o distanță de 740 mile (1.190 km) la spitalul din Pretoria. Acolo, Biko a murit singur în celulă la 12 septembrie 1977. Potrivit autopsiei, o „leziune cerebrală extinsă” a provocat „centralizarea circulației sanguine într-o asemenea măsură încât a existat o coagulare intravasculară a sângelui, insuficiență renală acută și uremie”. El a fost cea de-a douăzeci și una persoană care a murit într-o închisoare din Africa de Sud în ultimele douăsprezece luni și cel de-al patruzeci și șaselea deținut politic care a murit în timpul interogatoriului, de când guvernul a introdus legi care permit încarcerarea fără proces în 1963.

#### Reacții publice și investigații
Vestea morții lui Biko s-a răspândit rapid în întreaga lume și a devenit un simbol al abuzurilor sistemului de apartheid. Moartea sa a atras mai multă atenție globală decât obținuse vreodată în timpul vieții sale. În mai multe orașe au avut loc mitinguri de protest; mulți oameni au fost șocați să afle că autoritățile poliției de securitate au ucis un lider disident atât de proeminent. Slujba funerară anglicană a lui Biko, organizată la 25 septembrie 1977 pe Stadionul Victoria din King William's Town, a durat cinci ore și a atras aproximativ 20.000 de persoane. Marea majoritate erau negri, dar au participat și câteva sute de albi, inclusiv prieteni ai lui Biko, precum Russell și Woods, și personalități progresiste proeminente precum Helen Suzman, Alex Boraine și Zach de Beer. Au fost prezenți diplomați străini din treisprezece țări, precum și o delegație anglicană condusă de episcopul Desmond Tutu. Acest eveniment a fost descris mai târziu drept „prima înmormântare politică în masă din țară”. Sicriul lui Biko a fost decorat cu mai multe motive artistice: un pumn negru strâns, harta continentului african și declarația „One Azania, One Nation”; Azania era numele pe care mulți activiști doreau să fie adoptat de Africa de Sud după apartheid. Biko a fost înmormântat în cimitirul din Ginsberg. Doi artiști afiliați BCM, Dikobé Ben Martins și Robin Holmes, au realizat un tricou care marca acest eveniment; el a fost interzis în anul următor. Martins a creat și un afiș comemorativ pentru înmormântare, primul dintr-o tradiție de afișe funerare care s-au dovedit populare în anii 1980.

Sicriul lui Biko conținea motivul unui pumn negru strâns. Mulți membri ai Mișcării Conștiinței Negre au folosit acest pumn ca simbol.

Vorbind public despre moartea lui Biko, ministrul poliției din Africa de Sud, Jimmy Kruger, a dat de înțeles inițial că aceasta a fost rezultatul unei greve a foamei, declarație pe care a negat-o ulterior. Relatarea sa a fost contestată de unii dintre prietenii lui Biko, inclusiv Woods, care au spus că Biko le-a spus că nu se va sinucide niciodată în închisoare. Kruger a declarat public că Biko plănuia o acțiune violentă, iar această afirmație a fost repetată în presa proguvernamentală. Procurorul general al Africii de Sud a declarat inițial că nimeni nu va fi urmărit penal pentru moartea lui Biko. La două săptămâni după înmormântare, guvernul a interzis toate organizațiile și activitățile Mișcării Conștiinței Negre, inclusiv programele pentru comunitatea neagră, confiscându-le bunurile.
În urma presiunilor interne și internaționale, guvernul a fost de acord să organizeze o anchetă publică. Ea a început în noiembrie 1977 la Tribunalul din Vechea Sinagogă din Pretoria și a durat trei săptămâni. Atât modul de desfășurare al anchetei, cât și calitatea probelor prezentate au fost supuse unor critici dure. Un observator din cadrul Comitetului Avocaților pentru Drepturile Civile a declarat că declarațiile pe propria răspundere erau „uneori redundante, uneori inconsistente, iar adesea ambigue”; David Napley a descris anchetarea incidentului de către poliție ca fiind „extrem de superficială”. Forțele de securitate au susținut că Biko s-a comportat agresiv și a fost rănit într-o învălmășeală, în care s-a lovit sigur cu capul de peretele celulei. Președintele instanței a acceptat versiunea forțelor de securitate cu privire la acest incident și a refuzat să-i trimită în judecată pe oricare dintre cei implicați.
Verdictul a fost tratat cu scepticism de o mare parte a presei internaționale și de guvernul SUA condus de președintele Jimmy Carter. La 2 februarie 1978, pe baza probelor prezentate la anchetă, procurorul general al provinciei Eastern Cape a declarat că nu-i va trimite în judecată pe agenții poliției de securitate. După anchetă, membrii familiei lui Biko au deschis un proces civil împotriva statului; la sfatul avocaților, ei au acceptat o înțelegere și au primit suma de 65.000 de ranzi (78.000 USD) în iulie 1979. La scurt timp după anchetă, Consiliul Medical și Stomatologic din Africa de Sud a inițiat o cercetare împotriva medicilor care s-au ocupat de diagnosticarea și tratarea lui Biko; opt ani mai târziu, doi dintre medici au fost găsiți vinovați de conduită necorespunzătoare. Eșecul medicilor angajați de guvern de a diagnostica sau trata corect rănile lui Biko a fost frecvent citat ca exemplu al influențării deciziilor medicilor de către autoritățile unui stat represiv, iar moartea lui Biko ca o dovadă a necesității ca medicii să pună interesele pacienților deasupra intereselor statului.
După abolirea apartheidului și instituirea unui guvern al populației majoritare în 1994, a fost înființată o Comisie pentru Adevăr și Reconciliere care să cerceteze abuzurile săvârșite în trecut împotriva drepturilor omului. Comisia a plănuit să cerceteze moartea lui Biko, dar familia sa a depus o petiție împotriva acestei investigații pe motiv că comisia ar putea acorda amnistia persoanelor responsabile, împiedicând astfel dreptul familiei la justiție și compensații. În 1996 Curtea Constituțională a hotărât ca ancheta să continue, respingând solicitarea familiei. Cinci ofițeri de poliție (Harold Snyman, Gideon Nieuwoudt, Ruben Marx, Daantjie Siebert și Johan Beneke) s-au prezentat în fața comisiei și au solicitat amnistia în schimbul informațiilor cu privire la evenimentele care au cauzat moartea lui Biko. În decembrie 1998 Comisia a refuzat amnistia celor cinci polițiști pe motiv că relatările lor erau contradictorii și, prin urmare, puteau fi considerate neadevărate și pentru că uciderea lui Biko nu avea un motiv politic clar, dar părea să fi fost motivată de „rea voință sau dușmănie”. În octombrie 2003 Ministerul Justiției din Africa de Sud a anunțat că cei cinci polițiști nu vor fi urmăriți penal pentru că termenul de prescripție a expirat și nu existau dovezi suficiente pentru a asigura o urmărire penală.

## Ideologie
Ideologia Mișcării Conștiinței Negre nu a fost elaborată doar de Biko, ci prin discuții îndelungate cu alți studenți negri care respingeau liberalismul alb. Biko a fost influențat de scrierile unor autori anticolonialiști precum Frantz Fanon, Malcolm X, Léopold Sédar Senghor, James Cone și Paulo Freire. Fanon, care s-a născut în Martinica, a fost menționat îndeosebi ca având o influență profundă asupra ideilor lui Biko despre eliberarea populației de culoare de sub dominația populației albe. Biograful lui Biko, Xolela Mangcu, a avertizat că ar fi greșit ca gândirea lui Biko să se reducă la o interpretare a ideilor lui Fanon și că trebuie luat în calcul și impactul „istoriei politice și intelectuale a provinciei Eastern Cape”. Influențe suplimentare asupra Mișcării Conștiinței Negre au avut mișcarea Black Power din Statele Unite ale Americii și unele forme de creștinism precum teologia neagră cu orientare activă.

### Conștiința Neagră și dezvoltarea psihologică a populației negre
Biko a respins împărțirea de către guvernul de apartheid a populației Africii de Sud în „albi” și „non-albi”, o separare care a fost marcată pe semne și clădiri pe întreg teritoriul țării. Pornind de la scrierile lui Fanon, Biko a considerat că termenul „non-alb” are o conotație negativă, definindu-i pe oameni cu referire la populația albă. În consecință, Biko a înlocuit termenul „non-alb” cu termenul „negru”, pe care l-a considerat ca fiind nici derivat și nici negativ. El a definit negrul mai degrabă ca o „atitudine mentală” decât ca o „chestiune de pigmentare”, referindu-se la „negri” ca persoanele „care sunt prin lege sau prin tradiție discriminați politic, economic și social ca grup în societatea sud-africană” și care se identifică „ca o unitate în lupta pentru realizarea aspirațiilor lor”. În acest fel, el și Mișcarea Conștiinței Negre au folosit termenul „negru” cu referire nu numai la africanii vorbitori de bantu, ci și la membrii comunității „Coloured” și la indieni, care reprezentau împreună aproape 90% din populația Africii de Sud în anii 1970. Biko nu era marxist și credea că asuprirea bazată pe rasă și nu pe clasa socială era principala motivație politică pentru schimbare în Africa de Sud. El a susținut că persoanele care formau „stânga albă” au promovat adesea o analiză bazată pe clasă ca „mecanism de apărare... în primul rând pentru că vor să ne detașeze de orice este legat de rasă. El are un efect de ricoșeu asupra lor pentru că sunt albi”.
Conștiința Neagră se dirijează către omul negru și către situația lui, iar omul negru este supus la două forțe în această țară. El este în primul rând asuprit de o lume exterioară printr-un mecanism instituționalizat și prin legi care îl opresc să facă anumite lucruri, prin condiții grele de muncă, prin salarii proaste, prin condiții dificile de viață, prin educație proastă, toate acestea sunt [forțe] exterioare. În al doilea rând, și asta îl considerăm cel mai important, omul negru și-a dezvoltat o anumită stare de înstrăinare, el se disprețuiește tocmai pentru că atașează sensul alb tuturor lucrurilor bune, cu alte cuvinte el echivalează binele cu albul. Aceasta derivă din viața lui și din dezvoltarea lui din copilărie. 
Biko considera rasismul alb din Africa de Sud ca totalitatea structurii puterii albe. El a susținut că în contextul regimului de apartheid, populația albă nu participa doar la asuprirea populației negre, ci reprezenta, de asemenea, și opoziția principală cu privire la această asuprire. Biko a susținut, astfel, că, prin dominarea atât a sistemului de apartheid, cât și a mișcării antiapartheid, populația albă controla în totalitate arena politică, marginalizând populația neagră. El credea că populația albă a putut domina mișcarea antiapartheid datorită accesului ei la resurse, educație și privilegii. În opinia sa, sud-africanii albi nu erau potriviți pentru acest rol, deoarece nu au experimentat personal asuprirea cu care s-a confruntat populația neagră.
Biko și camarazii săi considerau grupurile antiapartheid multirasiale ca reproducând fără să vrea structura regimului de apartheidului, deoarece albii dețineau pozițiile dominante. Din acest motiv, Biko și ceilalți militanți apropiați nu s-au implicat în activitatea acestor organizații multirasiale. Ei au promovat, în schimb, un program antiapartheid care să fie controlat de populația neagră. Deși le-a cerut albilor liberali să respingă ideea de a deveni ei înșiși purtători de cuvânt ai majorității negre, Biko credea totuși că ei aveau un rol important în lupta antiapartheid și le-a cerut să-și concentreze eforturile pentru a-i convinge pe membrii comunității albe de necesitatea și inevitabilitatea desființării regimului de apartheid. Biko și-a clarificat poziția într-o discuție cu Woods: „Nu resping liberalismul ca atare sau pe liberalii albi ca atare. Resping doar ideea că eliberarea negrilor poate fi obținută sub conducerea liberalilor albi.” El a adăugat că „liberalul [alb] nu este un dușman, el este un prieten – dar pentru moment ne ține în loc pentru că oferă o formă prea blândă, prea inadecvată pentru lupta noastră”.
Abordarea activismului de către Biko s-a concentrat pe dezvoltarea psihologică, iar atât el, cât și BCM au considerat că scopul principal era combaterea sentimentului de inferioritate pe care îl aveau majoritatea negrilor din Africa de Sud. Biko și-a exprimat consternarea față de modul în care „omul negru a devenit o cochilie, o umbră a omului ... purtând jugul asupririi cu o timiditate sfioasă” și a afirmat că „cea mai puternică armă din mâinile asupritorului este mintea celor asupriți”. El credea că negrii trebuie să-și afirme propria lor umanitate, depășindu-și temerile și ajungând să creadă că sunt demni de libertate și de responsabilitățile pe care o aduce ea. Biko a definit Conștiința Neagră ca „un proces de cercetare lăuntrică” care ar „insufla oamenilor mândrie și demnitate”. Pentru a promova această idee, BCM a adoptat sloganul „Negru este frumos”.
Una dintre modalitățile prin care Biko și BCM au căutat să obțină dezvoltarea psihologică a populației negre a fost prin dezvoltarea comunității. Proiectele comunitare au fost considerate nu doar o modalitate de a atenua sărăcia din comunitățile populației negre, ci și ca un mijloc de transformare a societății din punct de vedere psihologic, cultural și economic. Ele urmau să-i ajute pe studenți să ia contact cu „luptele zilnice” ale oamenilor negri obișnuiți și să răspândească ideile Conștiinței Negre în rândul populației. Printre proiectele pe care SASO le-a promovat în rândul membrilor săi au fost repararea școlilor, construirea de case și instruirea în administrația financiară și în tehnicile agricole. Asistența medicală a fost, de asemenea, o prioritate, iar membrii SASO s-au concentrat pe îngrijirea preventivă și primară.

### Relații interne și externe
Devine mai necesar să vezi adevărul așa cum este, dacă îți dai seama că singurul vehicul al schimbării sunt acești oameni care și-au pierdut personalitatea. Primul pas este, prin urmare, să-l faci pe omul negru să se redescopere: să-i pompezi înapoi viață în corpul său gol, să-i insufli mândrie și demnitate, să-i amintești de complicitatea sa la crima de a se lăsa abuzat și, deci, la lăsarea răului să domnească în țara sa natală. Aceasta este ceea ce înțelegem prin proces de cercetare lăuntrică. Aceasta este definiția Conștiinței Negre. 
Biko s-a opus oricărei colaborări cu guvernul regimului de apartheid, respingând inclusiv acordurile pe care comunitățile etnice indiene și „Coloured” le-au încheiat cu regimul. În opinia sa, sistemul Bantustan era „cea mai mare înșelătorie inventată vreodată de politicienii albi”, fiind conceput, în opinia sa, pentru a diviza populația africană vorbitoare de bantu în funcție de liniile tribale. Biko l-a criticat deschis pe liderul zulu Mangosuthu Buthelezi, afirmând că cooperarea acestuia din urmă cu guvernul sud-african „[a slăbit] cauza” eliberării negrilor. El credea că cei care luptau împotriva apartheidului în Africa de Sud ar trebui să aibă legături cu luptele anticoloniale din alte părți ale lumii și cu activiștii diasporei africane globale care luptau împotriva prejudecăților rasiale și a discriminării. A sperat, de asemenea, că țările străine vor boicota economia Africii de Sud.
Biko credea că, atâta timp cât apartheidul și dominația minorității albe continuau, „exploziile sporadice” de violență împotriva minorității albe erau inevitabile. El a vrut să evite violența, afirmând că „dacă este posibil, vrem ca revoluția să fie pașnică și reconciliatoare”. Cu toate acestea, a remarcat că punctele de vedere asupra violenței erau foarte diferite în cadrul BCM – care cuprindea atât pacifiști, cât și susținători ai revoluției violente –, deși grupul acceptase să opereze în mod pașnic și, spre deosebire de PAC și ANC, nu avea o aripă armată.
Un antiimperialist ferm, Biko considera situația din Africa de Sud ca un „microcosmos” al „luptei [mai ample] pentru putere între albi și negri”, care se manifestă ca o „confruntare globală între Lumea a Treia și națiunile albe bogate ale lumii”. El a fost suspicios cu privire la motivele Uniunii Sovietice de sprijinire a mișcărilor de eliberare de pe continentul african, afirmând că „Rusia este la fel de imperialistă ca America”, deși a recunoscut că „în ochii Lumii a Treia ei [sovieticii - n.n.] au o conștiință mai curată”. De asemenea, el a recunoscut că asistența materială oferită de sovietici era „mai valoroasă” pentru cauza antiapartheid decât „discursurile și loviturile peste degete” ale guvernelor occidentale. Biko a fost precaut în relațiile externe și nu a dorit ca Africa de Sud postapartheid să fie atrasă în rivalitățile imperialiste ale Războiului Rece dintre Statele Unite ale Americii și Uniunea Sovietică.

### Despre societatea postapartheid
Biko a sperat că o viitoare Africă de Sud socialistă ar putea deveni o societate complet nerasială, cu oameni din toate mediile etnice trăind împreună în pace într-o „cultură comună” care combină tot ce au mai bun toate comunitățile. El nu a sprijinit ideea garantării drepturilor minorităților, crezând că, astfel, s-ar menține în continuare divizarea rasială a comunității. În schimb, a susținut sistemul „o persoană un vot”. Deși a susținut inițial că statele cu un sistem monopartid erau mai adecvate pentru continentul african, Biko și-a schimbat opinia mai târziu în urma conversațiilor cu Woods și a dobândit o viziune mai pozitivă asupra sistemelor pluripartid. Deși considera că libertatea individuală era dezirabilă, a apreciat că ea avea o prioritate mai mică decât accesul la hrană, locuri de muncă și siguranță socială.
Negru, a spus Biko, nu este o culoare; negru este o experiență. Dacă ești asuprit, ești negru. În contextul sud-african, acest lucru a fost cu adevărat revoluționar. Mesajul secundar al lui Biko a fost că unitatea celor asupriți nu putea fi realizată printr-o luptă armată clandestină, ci trebuia realizată în mod deschis printr-o luptă militantă, dar pașnică. 
Biko nu era nici comunist, nici capitalist. Descris ca un susținător al socialismului african, el a propus „o soluție socialistă care este o expresie autentică a comunalismului populației negre”. Această idee a fost ridiculizată de unii dintre contemporanii săi marxiști, dar mai târziu au fost găsite asemănări cu ideile zapatiștilor mexicani. Observând că există o inegalitate semnificativă în distribuirea bogăției în Africa de Sud, Biko credea că era necesară o societate socialistă pentru a asigura justiția socială. În opinia sa, trebuia să aibă loc o tranziție către o economie mixtă care să permită existența companiilor private, dar în care toate terenurile erau deținute de stat, iar companiile de stat urmau să îndeplinească un rol semnificativ în silvicultură, minerit și comerț. El credea că, în situația în care Africa de Sud postapartheid ar rămâne capitalistă, unii membri ai populației negre s-ar alătura burgheziei, iar inegalitatea și sărăcia se vor perpetua. În opinia sa, evoluția Africii de Sud către o democrație proporțională fără efectuarea unor reforme economice socialiste „nu ar schimba starea de oprimare economică a negrilor”.
Într-o conversație cu Woods, Biko a insistat că ideologia BCM nu va degenera într-o ură împotriva populației albe „pentru că ea nu este un lucru negativ, care implică ura. Ea este un lucru pozitiv care promovează încrederea în sine a populației negre și nu implică ura față de nimeni”. El a recunoscut că un „element marginal” poate conține o „ostilitate împotriva populației albe”, dar a adăugat că „vom face tot ce putem pentru a o opri, dar, sincer, ea nu este una dintre prioritățile noastre principale sau una dintre preocupările noastre majore. Principala noastră preocupare este eliberarea negrilor.”. În altă parte, Biko a susținut că mișcarea de avangardă într-o societate postapartheid avea responsabilitatea să se asigure că majoritatea neagră nu va căuta să se răzbune pe minoritatea albă. El a afirmat că acest deziderat ar necesita o educare prealabilă a populației negre pentru a fi învățată cum să trăiască într-o societate nerasială.

## Viața personală și personalitatea
Înalt și zvelt în tinerețe, Biko avea la vârsta de douăzeci de ani o înălțime de peste 1,82 m și, potrivit lui Woods, „construcția masivă a unui boxer de categoria greu care avea o mai mare greutate decât atunci când se afla în formă maximă”. Prietenii săi îl considerau „frumos, neînfricat, un gânditor strălucit”. Woods l-a considerat „neobișnuit de înzestrat... Judecata sa rapidă, articularea superbă a ideilor și forța mentală pură erau extrem de impresionante.” Potrivit prietenului lui Biko, Trudi Thomas, cu Biko „aveai sentimentul remarcabil de a fi în prezența unei minți strălucite”. Woods a simțit că Biko „putea permite cuiva să-i împărtășească viziunea” cu „o economie de cuvinte” pentru că „părea să comunice idei printr-un mod extraverbal – aproape telepatic”. Biko a expus ceea ce Woods a numit „un nou stil de conducere”, neproclamându-se niciodată a fi un lider și descurajând formarea unui cult al personalității în jurul persoanei sale. Alți activiști îl considerau un lider și îi respectau adesea opinia în cadrul adunărilor. Când era implicat în conversații, el manifesta interes în ascultarea celorlalți și înțelegea adesea gândirea lor.
Carisma lui Steve Biko era în întregime a sa. El a avut încă de la o vârstă fragedă purtarea inconfundabilă și calitățile unui lider excepțional. Spun excepțional pentru că stilul său de conducere era unul propriu – era nearogant și neîngâmfat, dar recunoscut imediat de colegii săi ... Eram cu treisprezece ani mai în vârstă decât Steve, dar am avut întotdeauna senzația că vorbesc cu cineva mai în vârstă și mai înțelept și, la fel ca mulți alții, i-am cerut adesea sfatul în tot felul de probleme. 
Biko și multe alte persoane din cercul său de activiști manifestau o aversiune față de obiectele luxoase, deoarece majoritatea negrilor din Africa de Sud nu puteau să și le permită. El avea puține haine și se îmbrăca într-un mod discret. Avea o colecție mare de discuri și îi plăcea în mod special muzica gumba. Participa la petreceri și, potrivit biografei sale Linda Wilson, consuma adesea cantități substanțiale de alcool. Religia nu juca un rol semnificativ în viața lui. El a criticat adesea bisericile creștine recunoscute, dar a continuat să creadă în Dumnezeu și a descoperit semnificația morală a Evangheliilor. Woods a scris că nu era „o persoană religioasă într-un mod convențional, deși avea un sentiment religios autentic într-un sens larg”. Mangcu a remarcat că Biko a fost critic la adresa religiei organizate și a confesionalismului și că era „în cel mai bun caz un creștin neconvențional”.
Guvernul naționalist l-a descris pe Biko ca o persoană care-i ura pe albi, dar activistul avea câțiva prieteni apropiați albi, iar atât Woods, cât și Wilson au insistat că el nu a fost rasist. Woods a relatat că Biko „pur și simplu nu ura oamenii” și că nu i-a urât nici măcar pe politicienii proeminenți ai Partidului Național precum B.J. Vorster și Andries Treurnicht, în schimb a urât ideile lor politice. Manifestarea furiei era un comportament rar și neobișnuit din partea lui, iar dezvăluirea îndoielilor și îngrijorărilor sale interioare către alte persoane era rară, fiind rezervată doar unui număr mic de prieteni apropiați.
Biko nu a abordat niciodată probleme legate de gen și sexism în activitatea sa politică. Sexismul era evident în multe feluri, susținea Mamphela Ramphele, activistă BCM și medic la Clinica Zanempilo, inclusiv atribuirea către femei a unor sarcini privind curățenia și pregătirea mâncării la evenimente. „Nu puteai să te gândești că Steve ar face o ceașcă de ceai sau orice altceva”, afirma un alt activist. Feminismul era văzut ca o acțiune irelevantă de „ardere a sutienului”. Înconjurat de femei care aveaau grijă de el, Biko și-a format o reputație de afemeiat, pe care Woods a descris-o ca fiind „bine-meritată”. El nu a dovedit nicio prejudecată rasială, culcându-se atât cu femei negre, cât și cu femei albe. Cât timp a activat în cadrul NUSAS, el și prietenii lui s-au întrecut pentru a vedea cine putea face sex cu cele mai multe delegate. Răspunzând acestui comportament, secretarul general al NUSAS, Sheila Lapinsky, l-a acuzat pe Biko de sexism, la care el a răspuns: „Nu-ți bate capul cu sexismul meu. Ce zici de prietenii tăi albi rasiști din NUSAS?”. Sobukwe l-a admonestat pe Biko pentru comportamentul său afemeiat, crezând că oferea un exemplu prost altor activiști.
Biko s-a căsătorit în decembrie 1970 cu Ntsiki Mashalaba, cu care a avut doi copii: Nkosinathi, născut în 1971, și Samora, născut în 1975. Soția lui Biko a ales numele Nkosinathi („Domnul este cu noi”), iar Biko și-a numit al doilea copil după liderul revoluționar mozambican Samora Machel. Înfuriată de adulterul continuu al soțului ei, Mashalaba s-a mutat în cele din urmă din casa lor și, la vremea morții lui, începuse deja procedura de divorț. Biko a avut, printre altele, o relație extraconjugală cu Mamphela Ramphele. În 1974, ea i-a născut o fiică, Lerato, care a murit după două luni. Un fiu, Hlumelo, a fost născut de Ramphele în 1978, după moartea concubinului ei. Biko a mai avut o relație cu Lorrain Tabane, care i-a născut un copil pe nume Motlatsi în 1977.

## Moștenire

### Influență

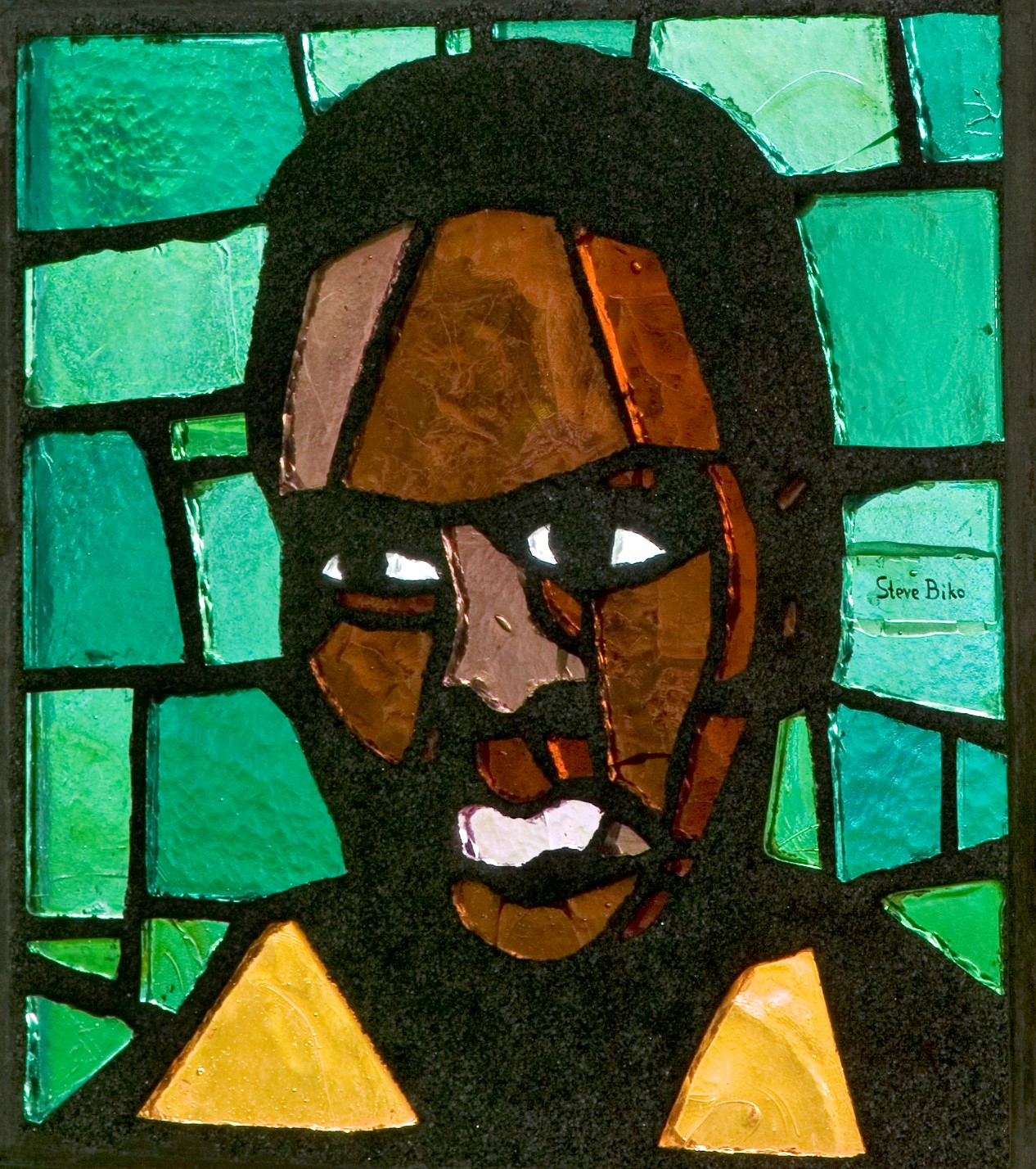
Steve Biko pe un vitraliu din Biserica „Sfânta Anna” din Heerlen (Țările de Jos).

Biko este considerat „părintele” Mișcării Conștiinței Negre și primul lider reprezentativ al mișcării antiapartheid. Nelson Mandela l-a numit „scânteia care a aprins un foc veld pe teritoriul Africii de Sud”, adăugând că guvernul naționalist „a trebuit să-l omoare pentru a prelungi existența apartheidului”. În partea de început a unei antologii a scrierilor sale, care a fost publicată în 2008, Manning Marable și Peniel Joseph au scris că moartea lui Biko „a creat un simbol viu al rezistenței negre” la apartheid, care „continuă să inspire noi activiști negri” la peste un deceniu după tranziția la guvernarea majorității. Johann de Wet, profesor de studii de comunicare, l-a descris drept „unul dintre cei mai talentați strategi și comunicatori politici din Africa de Sud”. În 2004 Steve Biko a fost ales pe locul 13 în sondajul public Great South Africans, organizat de postul de televiziune SABC 3.
Deși ideile lui Biko nu au primit aceeași atenție precum cele ale lui Frantz Fanon, Ahluwalia și Zegeye au scris în 2001 că cei doi bărbați împărtășeau „un pedigree foarte asemănător cu privire la interesul pentru psihologia filozofică a conștiinței, dorința lor de decolonizare spirituală, eliberarea Africii și politica naționalismului și socialismului pentru «oropsiții pământului»”. Unii cercetători au susținut că gândirea lui Biko rămâne relevantă în contextul politic recent; de exemplu, într-un articol publicat în 2015 în revista academică African Identities, Isaac Kamola a scris că critica lui Biko la adresa liberalismului alb a fost relevantă în contextul elaborării Obiectivelor de Dezvoltare ale Mileniului ale Organizației Națiunilor Unite și organizării campaniei KONY 2012 de către Invisible Children, Inc..
Deși la nivel internațional Steve Biko a devenit un simbol al abuzului regimului de apartheid în anii care au urmat morții sale, el a fost amintit întotdeauna de adepții Mișcării Conștiinței Negre (oriunde ar trăi) pentru viața pe care a dus-o și pentru moralitatea pe care a inspirat-o în rândul milioanelor de oameni. Iar pentru familia și prietenii lui, el a fost mult mai mult: un soț, un tată, un fiu, un frate, un prieten apropiat, un autointitulat luptător pentru libertate. 
Woods a considerat că Biko a umplut vidul din cadrul mișcării naționaliste africane a țării care a apărut la sfârșitul anilor 1960 după întemnițarea lui Nelson Mandela și restricționarea lui Sobukwe. După moartea lui Biko, Mișcarea Conștiinței Negre și-a redus influența pe măsură ce Congresul Național African (ANC) a apărut ca o forță resurgentă în politica antiapartheid. Această evoluție a determinat o deplasare a atenției de la organizarea comunității BCM către o mobilizare în masă mai largă, inclusiv încercări de a urma apelul lui Tambo de a face Africa de Sud „neguvernabilă”, ceea ce a implicat acțiuni violente și ciocniri între grupurile rivale antiapartheid.
Adepții ideilor lui Biko s-au reorganizat și au format Organizația Poporului Azanian (AZAPO), care s-a divizat ulterior în Partidul Socialist al Azaniei și Convenția Populației Negre. Mai multe personalități asociate ANC l-au denigrat pe Biko în anii 1980. De exemplu, câțiva membri ai Frontului Democratic Unit, afiliat ANC, s-au adunat în fața casei lui Biko din Ginsberg și au scandat U-Steve Biko, I-CIA!, acuzându-l pe Biko că ar fi fost spion al Agenției Centrale de Informații (CIA) a Statelor Unite ale Americii. Aceste demonstrații au condus la ciocniri cu adepții lui Biko din cadrul AZAPO.
La un an după moartea lui Biko, scrierile sale „Frank Talk” au fost publicate într-un volum intitulat I Write What I Like. Apărarea pe care a realizat-o Biko pentru activiștii arestați ai SASO a fost folosită ca sursă documentară de bază a cărții The Testimony of Steve Biko (1978), editate de Millard Arnold. Woods a fugit în Anglia în acel an, unde a organizat o campanie împotriva apartheidului și a mediatizat în continuare viața și moartea lui Biko, scriind multe articole în presă despre el, precum și o carte intitulată Biko (1978). Cartea a fost ecranizată mai târziu în filmul Cry Freedom (1987), regizat de Richard Attenborough, cu Denzel Washington în rolul lui Biko. Mulți critici de film și susținători ai Mișcării Conștiinței Negre au fost îngrijorați că filmul a scos în prim plan personaje albe precum Woods în fața lui Biko, dar Cry Freedom a făcut cunoscute viața și activismul lui Biko unui public larg. Cenzorii de stat au permis inițial lansarea filmului în Africa de Sud, dar ulterior, după ce filmul a început să fie difuzat în cinematografele din țară, poliția a confiscat copiile sale la ordinul comisarului general de poliție Hendrik de Wit, care a susținut că filmul ar inflama tensiunile interetnice și ar pune în pericol ordinea publică. Guvernul sud-african a interzis mai multe cărți despre Biko, inclusiv cele scrise de Arnold și Woods.

### Comemorare

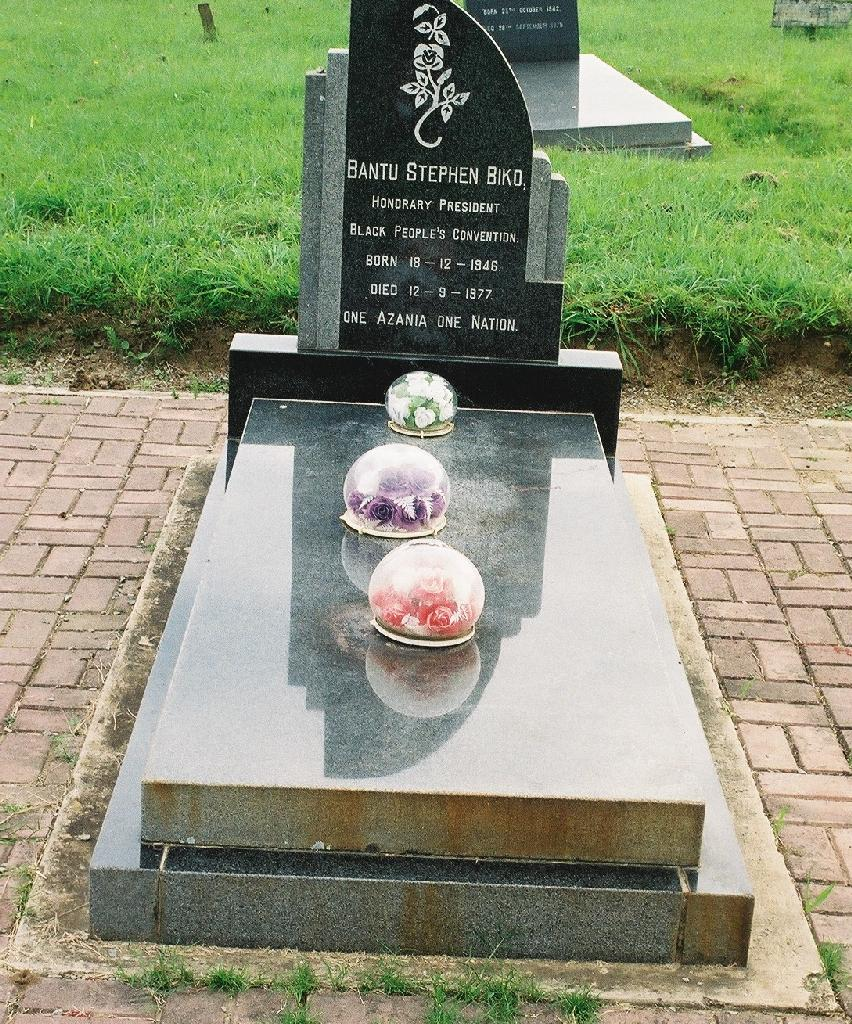
Mormântul lui Biko din cimitirul Ginsberg, King William's Town

Biko a fost comemorat în mai multe opere de artă după moartea sa. Gerard Sekoto, un artist sud-african care trăia în Franța, a realizat lucrarea Homage to Steve Biko în 1978, iar un alt artist sud-african, Peter Stopforth, a inclus o lucrare intitulată The Interrogators în expoziția sa din 1979. Un triptic îi înfățișează pe cei trei ofițeri de poliție implicați în moartea lui Biko. Kenya a lansat un timbru poștal comemorativ cu chipul lui Biko.
Moartea lui Biko a inspirat mai multe cântece, inclusive ale unor artiști din afara Africii de Sud precum Tom Paxton și Peter Hammill. Cântărețul și compozitorul englez Peter Gabriel a lansat cântecul „Biko” ca un omagiu adus activistului antiapartheid, iar acest cântec a fost un single de succes în 1980 și a fost interzis în Africa de Sud la scurt timp după lansarea sa. Alături de alte cântece cu mesaj antiapartheid, „Biko” a contribuit la integrarea temelor antiapartheid în cultura populară occidentală. Viața lui Biko a fost omagiată, de asemenea, prin spectacole teatrale. Ancheta morții sale a fost dramatizată într-o piesă intitulată The Biko Inquest, care a fost jucată pentru prima dată la Londra în 1978; un spectacol din 1984 a fost regizat de Albert Finney și difuzat la televiziune. Activiștii antiapartheid au folosit numele și memoria lui Biko în protestele lor; în 1979, un alpinist a urcat pe turla Catedralei Grace din San Francisco pentru a desfășura un banner cu numele lui Biko și al conducătorului Partidului Pantera Neagră, Geronimo Pratt, care se afla în închisoare.
După destrămarea regimului de apartheidul, Woods a strâns fonduri pentru a-i comanda sculptoriței sud-africane Naomi Jacobson să realizeze o statuie de bronz a lui Biko. Ea a fost amplasată în fața ușii principale a primăriei din orașul East London (provincia Eastern Cape), vizavi de o statuie care-i comemorează pe soldații britanici uciși în cel de-al Doilea Război al Burilor. Peste 10.000 de oameni au participat la dezvelirea monumentului în septembrie 1997. În lunile următoare, monumentul a fost vandalizat de mai multe ori; la un moment dat persoane necunoscute au scris cu vopsea pe monument literele „AWB”, un acronim al Afrikaner Weerstandsbeweging, grup paramilitar Afrikaner de extremă dreapta. În 1997, cimitirul în care a fost îngropat Biko a fost redenumit Steve Biko Garden of Remembrance. Muzeul District Six a organizat, de asemenea, o expoziție de lucrări de artă cu ocazia comemorării a 20 de ani de la moartea sa, evidențiindu-i moștenirea politică.
Tot în septembrie 1997, familia lui Biko a înființat Fundația Steve Biko. Fundația Ford a donat bani comitetului de conducere al fundației sud-africane pentru a înființa un Centru Steve Biko în Ginsberg în anul 2012. Fundația Steve Biko a lansat în 2000 conferința anuală Steve Biko Memorial Lecture, la care vorbea în fiecare an un intelectual negru proeminent. Primul vorbitor a fost Njabulo Ndebele, iar printre vorbitorii de mai târziu s-au numărat Zakes Mda, Chinua Achebe, Ngũgĩ wa Thiong'o și Nelson Mandela.
Mai multe clădiri, institute și spații publice din întreaga lume au fost numite după Biko, cum ar fi Steve Bikoplein din Amsterdam. În 2008 Spitalul Academic din Pretoria a fost redenumit Spitalul Steve Biko. University of the Witwatersrand are un Centru Steve Biko pentru Bioetică. În orașul brazilian Salvador, Bahia, a fost înființat un Institut Steve Biko pentru promovarea educației în rândul afro-brazilienilor săraci. În 2012, Institutul Cultural Google a publicat o arhivă online care conține documente și fotografii păstrate de Fundația Steve Biko. Pe 18 decembrie 2016, Google a marcat ceea ce ar fi fost cea de-a 70-a aniversare a nașterii lui Biko cu un Google Doodle.
În contextul destrămării regimului de apartheid la începutul anilor 1990, mai multe partide politice au revendicat moștenirea politică a lui Biko, afirmând că sunt partidul pe care Biko l-ar fi sprijinit dacă ar mai fi fost în viață. AZAPO a pretins în special că ar fi singura organizație succesoare a Mișcării Conștiinței Negre. În 1994 ANC a lansat un afiș de campanie în care a sugerat că Biko a fost membru al acestui partid, ceea ce nu era adevărat. După sfârșitul regimului de apartheid, când ANC a format guvernul, membrii acestuia au fost acuzați că și-au însușit moștenirea politică a lui Biko. În 2002 AZAPO a publicat o declarație în care afirma că „Biko nu era o icoană mitică, apolitică și neutră” și că ANC folosea „în mod scandalos” imaginea lui Biko pentru a-și legitima guvernul „slab” pe care-l formase. Membrii ANC au criticat și atitudinea AZAPO față de Biko; în 1997 Mandela a spus că „Biko aparține nouă tuturor, nu doar AZAPO”. La aniversarea morții lui Biko în 2015, delegații atât ai ANC, cât și ai Luptătorilor pentru Libertatea Economică au trecut separat pe la mormântul activistului. În martie 2017 președintele sud-african Jacob Zuma a depus o coroană de flori la mormântul lui Biko cu ocazia sărbătorii Ziua Drepturilor Omului.